# 米特 (米特区)
米特（德語：Mitte，德語：[ˈmɪtə] ⓘ，意为“中部”）是位於德國首都柏林米特区的一個下属区，也是柏林最中心的地區，有「柏林之心」之稱。博物館島、紅色市政廳、舊市政廳、柏林電視塔等建築都位於米特區。

## 外部連結
维基共享资源上的相關多媒體資源：Mitte
- Webpage of Mitte Ortsteil on www.berlin.de （页面存档备份，存于）